# Saint François et six scènes de sa vie
Saint François et six scènes de sa vie est une détrempe sur panneau de 160 × 123 cm, de Bonaventura Berlinghieri, signée et datée de 1235, conservée dans l'église San Francesco (it) de Pescia en Italie. Ce retable est sans doute la première représentation de  saint François d'Assise « peint debout en pied sur toute la hauteur du tableau, dans une pose hiératique et frontale, et entouré de six épisodes de sa vie, neuf ans seulement après la mort du saint »,.

## Histoire
Le retable est peint quelques années après la canonisation de saint François d'Assise (1228) qui démarre  les représentations qui lui sont consacrées.
Le retable fut restauré entre 1981 et 1982 par Alfia Del Serra qui retrouva et remit le capuchon caché sous un repeint d'auréole au XVIIe siècle (éliminée depuis).

## Description
Le panneau central à pinacle représente saint François, la capuche relevée, entouré de deux anges peints en tondo.
Six panneaux entourent latéralement le saint dans sa pose hiératique dans une composition au style byzantin (fond d'or, pose raide du saint) : dans le sens des aiguilles d'une montre en partant d'en haut à droite
- Miracle de l'estropié
- Miracle du boiteux
- Miracle des possédés
- Guérison d'une jeune enfant
- Prédication aux oiseaux
- Stigmates.

Les détails des épisodes (1 à 4) sont ceux de  miracles posthumes (issus de  la Vita Secunda écrite par Thomas de Celano).
Les épisodes 5 et 6 sont du vivant du saint.

## Analyse
La posture du saint montrant ses stigmates, entouré de scènes de sa vie, n'est pas sans rappeler celles des représentations du Christ en croix des crucifix peints, en usage au Duecento.